# Sisyracera contortilienalis
Sisyracera contortilienalis là một loài bướm đêm trong họ Crambidae.